# Sel bleu
Le sel bleu de Perse est un sel gemme, extrait des mines de la province de Semnan en Iran. Il doit ses reflets bleutés à la présence de sylvinite. Le sel est non iodé, non raffiné et s'utilise en cuisine sur les poissons, les volailles, les légumes. 

## Extraction
Les mines de sel bleu se trouvent dans la région montagneuse de l'Elbourz, de la province de Semnan au nord de l'Iran.  
La ville de Garmsar dénombre 27 mines de sel, dont certaines sont visitables. C'est là qu'est extrait le sel bleu, sel fossile ou gemme, dont les cristaux se sont formés il y a 100 millions d'années après l'évaporation de lacs ou de mers intérieures précambriennes,. 

L'extraction du sel est très ancienne dans la région, puisqu'elle remonte à 6 500 ans dans la mine de Duzdagi, ce qui en fait parmi les plus anciennes exploitations de sel au monde,.  

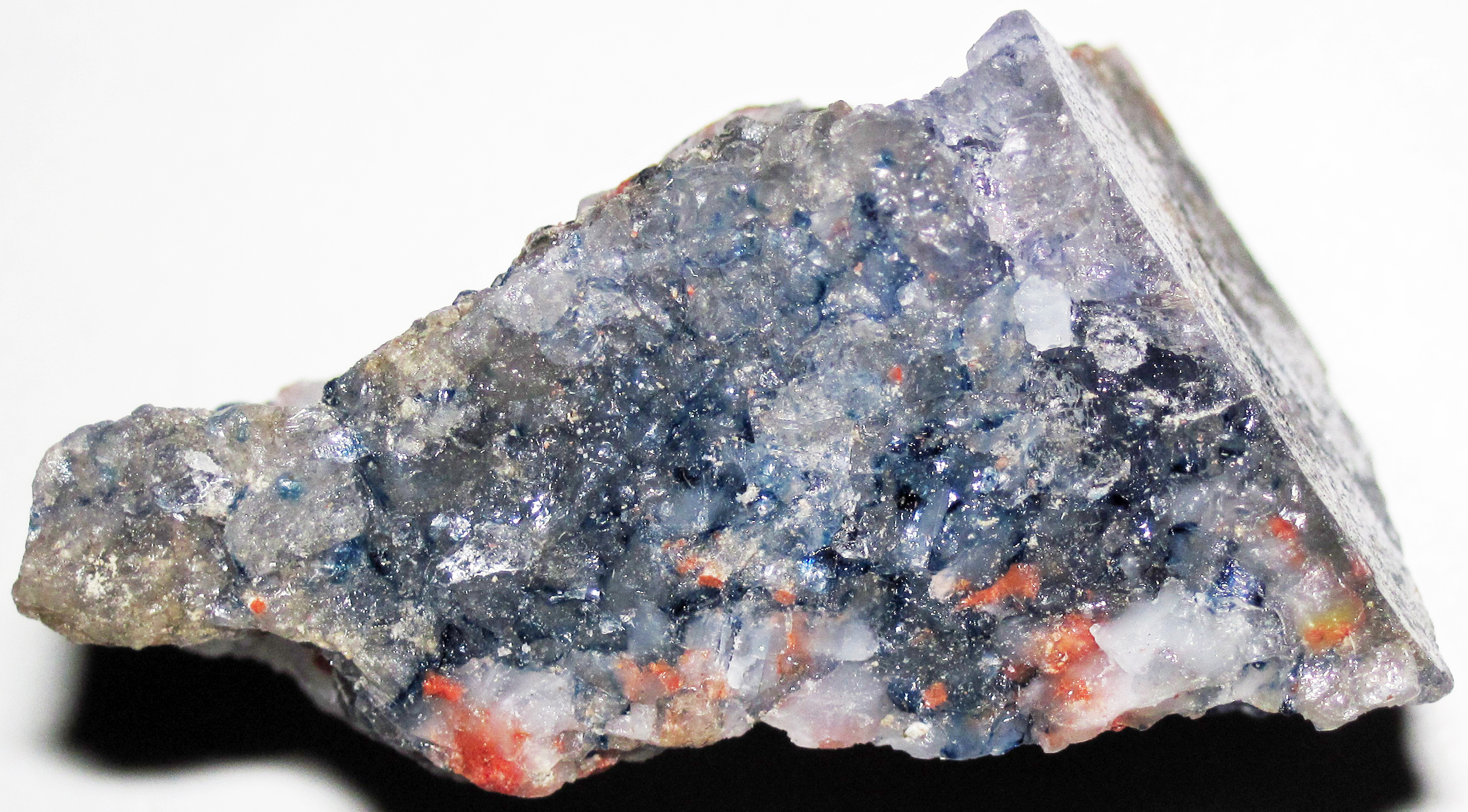
Sylvinite (couleur bleue) - Russie

La couleur bleue et intrigante du sel n'est pas causée par une inclusion ou une impureté spécifique. Sous l'effet des mouvements tectoniques, la structure cristalline de la roche, mélange de roches marines évaporitiques, halite et sylvinite, a été modifiée. La sylvinite est une association de sylvine (ou chlorure de potassium) et de halite (ou chlorure de sodium) . Les pressions intenses exercées sur les couches de sel fossile, ont changé la structure des cristaux qui diffusent la lumière de façon différente de celle d'un sel blanc, d'où les tonalités bleues observées. Il s'agit d'une déformation optique, que l'on observe aussi dans la glace comprimée des glaciers.  

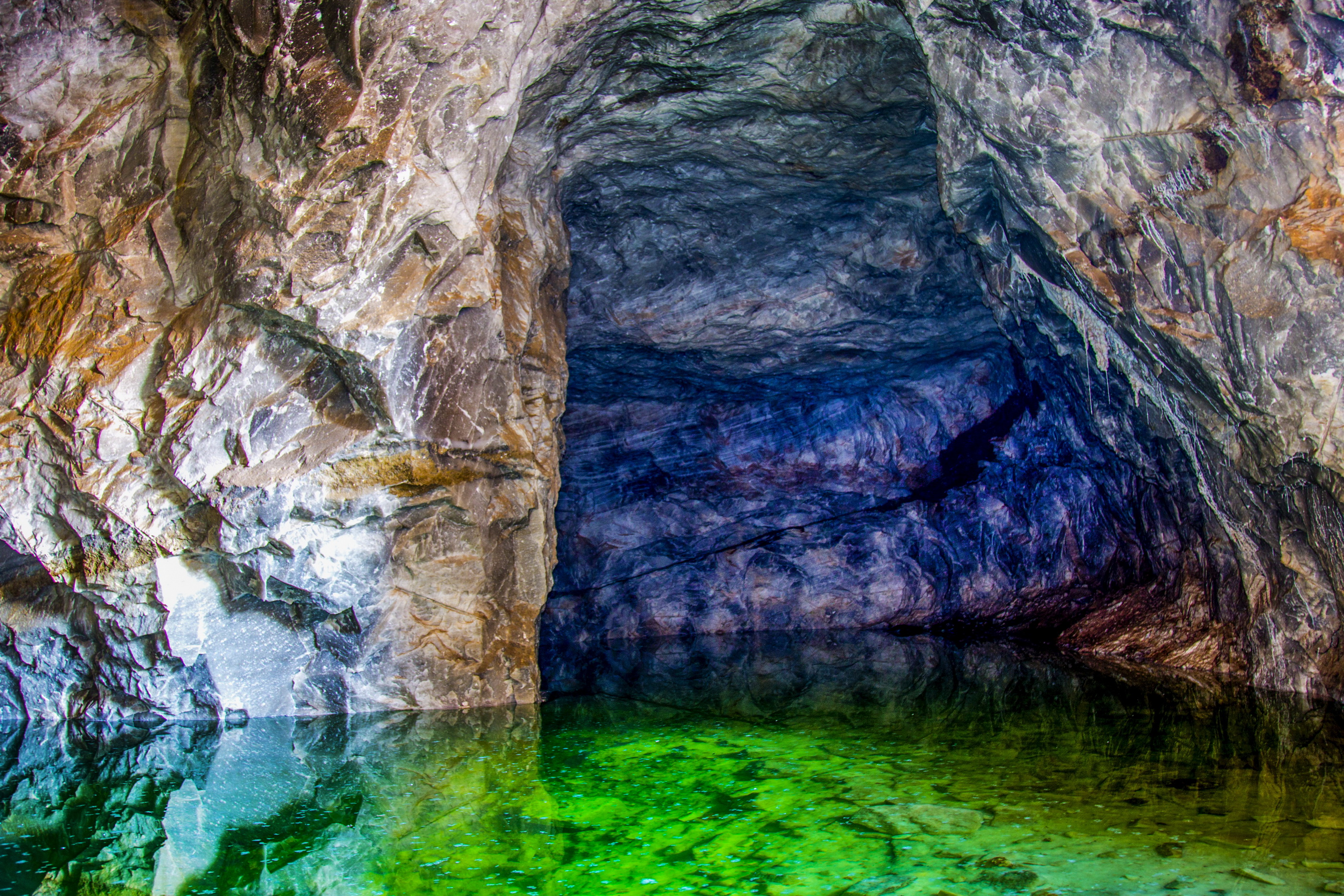
Grotte salée à Garmsar

Mais ces changements optiques peuvent aussi créer des nuances jaunes, roses, grises et blanches.  
L’intensité bleue n'est pas uniforme d'un cristal à l'autre. Seuls quelques cristaux sont vraiment teintés de bleu couleur saphir, d'autres sont plutôt bleu clair couleur aigue-marine. 
Dans les mines d'extraction, les veines de sel bleu sont d'une largeur de 20 à 30 cm seulement dans l'épaisseur  des couches salines. C'est pourquoi, il est récolté à la main. Et seules quelques tonnes de sel bleu sont extraites par an, ce qui en fait un sel rare et précieux,. 
Le sel de Perse a une teneur élevée en potassium, du fait des inclusions de sylvinite,.  

## Utilisation
C'est un sel avant tout très sec et dont les cristaux sont croquants,. Il a un fort pouvoir salant. Il s'utilise en cristaux, par exemple en mouture avec un moulin, ou en poudre après concassage dans un mortier.    
Il se dissout rapidement. Il est préférable de ne le saupoudrer qu'après la cuisson et au dernier moment dans l'assiette,.   Du fait des teintes bleues, il décore de façon élégante et surprenante les plats.   
Le sel bleu a une saveur légèrement acidulée et assez plaisante, dont le potassium présent dans le sel est responsable ,.  Son caractère est plus affirmé que son cousin le sel rose de l'Himalaya.   
Le sel bleu se marie avec les poissons, le foie gras, les coquillages, les salades de tomates, les gaspachos de tomates,.

## Composition
Le sel bleu est généralement commercialisé en mélange au sel blanc. Et sa présence ne constitue que 15 à 20% du total.  
Le sel bleu est composé essentiellement de chlorure de sodium de 95 à 99% (c'est en cela semblable au sel de mer, qui a une teneur en NaCl de 95 à 99%). 
Les minéraux ensuite présents dans le sel bleu sont le calcium, le magnésium, le fer et le potassium. Il est aussi riche en oligo-éléments. On en dénombre entre 60 et 84  selon les sources, au nombre desquels,,, :
| Oligo-éléments |           | Unité |
| -------------- | --------- | ----- |
| Sulfates       |           | mg/kg |
| Potassium      |           | mg/kg |
| Calcium        |           | mg/kg |
| Magnésium      |           | mg/kg |
| Fer            |           | mg/kg |
| Zinc           | 163 - 196 | μg/kg |
| Manganèse      |           | mg/kg |
| Aluminium      | 230 - 628 | μg/kg |
| Cuivre         |           |       |
| Phosphore      |           |       |
| Sélénium       |           |       |
| Phosphore      |           |       |
| Silicium       |           |       |

En revanche, ces apports de minéraux et oligo-éléments seraient négligeables comparés à ceux de l'alimentation quotidienne.
Sel non iodé
Le sel bleu ne contient pas d'iode. Il en est de même pour tout sel naturel de roche ou marin, dès lors qu'il n'est pas complémenté. Ou alors les quantités d'iode sont très faibles, de l'ordre de 20-60 μg/kg. 
Le besoin journalier en iode est de 150 μg. Cette quantité est traditionnellement garantie par la fortification des sels marins avec 25 mg/kg d'iode, si bien que les 5 g/j de sel iodé sont proches de satisfaire le besoin quotidien.
Actuellement, une proportion croissante de sels non enrichis dans la consommation, qu'ils soient marins ou de roche à l'image du sel bleu, relance les questionnements sur le niveau de fortification à atteindre aujourd'hui pour le sel commun de mer.
Pureté
Le sel bleu est réputé pur, car il n'a pas été en contact avec la pollution atmosphérique ou maritime.